# Dallas Willard

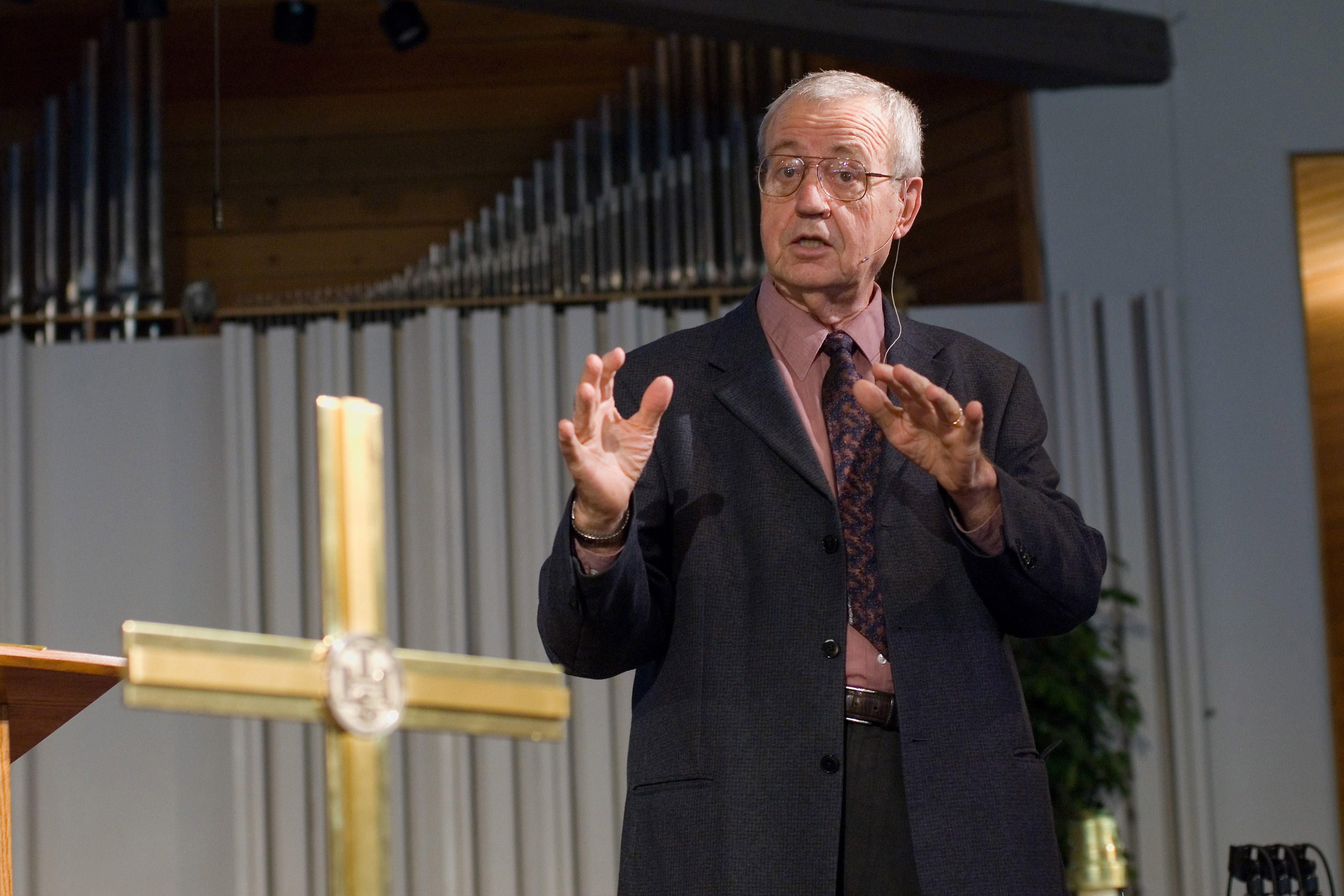
Dallas Willard, Portland, 2008

Dallas Albert Willard (* 4. September 1935 in Buffalo, Missouri; † 8. Mai 2013 in Box Canyon, Kalifornien) war ein US-amerikanischer Hochschullehrer für Philosophie an der University of Southern California, geistlicher Schriftsteller und evangelikaler Vordenker.

## Leben
Willard wuchs im ländlichen Missouri in einer armen Familie auf; seine Mutter starb, als er zwei Jahre alt war. In der einfachen Schule beeindruckte ihn vor allem den Blick auf die umliegenden Ozark Mountains. Nach der Highschool arbeitete er als Wanderarbeiter in der Landwirtschaft, nebenbei las er die Werke von Platon. Er studierte am William Jewell College und Tennessee Temple College Psychologie und schloss sein Studium 1956 mit einem Bachelor of Arts in Philosophie ab. 1957 erwarb er an der Baylor University einen Master of Arts in Philosophie und Religion, und er wurde als Geistlicher der Southern Baptist Convention ordiniert. An der University of Wisconsin in Madison promovierte er 1964 schließlich in Philosophie (PhD) mit der Dissertation Meaning and Universals in Husserl's Logische Untersuchungen.
Willard hatte ab 1960 verschiedene Lehraufträge inne, so als Research and Teaching Assistantships an der Universität von Wisconsin in Madison bis 1963, Advanced Knapp Fellowship 1963–1964, Instructor in Philosophy 1964–1965 und als Gastprofessor an der University of California, Los Angeles (UCLA) 1969 und an der Universität von Colorado 1984. In Danforth war er Associate von 1967 bis 1975. Im Sommer 1977 nahm er am Collegium Phaenomenologium in Monteripido bei Perugia teil, im Sommer 1990 und 1998 lehrte er an den Corsi Estivi Internazionali di Filosofia in Bozen.
Von 1965 bis im August 2012 war Willard fast 48 Jahre lang als Professor für Philosophie an der University of Southern California (USC) in Los Angeles tätig, zuerst bis 1969 als Assistenzprofessor, dann bis 1984 als Associate-Professor und ab 1984 als ordentlicher Professor. Von 1982 bis 1985 war er zusätzlich Direktor der Fakultät für Philosophie. Er wirkte in verschiedenen Komitees mit, um Akkreditierungen von anderen Schulen und Colleges zu voranzubringen. Er galt als wichtiger Erneuerer des evangelikalen Denkens in den USA.

## Familie
Willard lernte Jane Lakes 1954 bei der Arbeit in der Bibliothek des Tennessee Temple College kennen. Sie heirateten 1955, aus der Ehe stammen zwei Kinder. Seit 1965 wohnten in sie in San Fernando Valley. Im Sommer 2012 wurde bei ihm Bauchspeicheldrüsenkrebs diagnostiziert, woran er am 8. Mai 2013 starb.

## Werk und Lehre
Neben einer Vielzahl von Publikationen zu seinen akademischen Hauptthemen hat Willard auch Werke des deutschen Philosophen und Mathematikers Edmund Husserl (1859–1938) ins Amerikanische übersetzt, die 1994 unter dem Titel: Early Writings in the Philosophy of Logic and Mathematics erschienen sind.
Er selbst wurde maßgeblich durch das Studium unter anderem von Augustinus von Hippo, Johannes Calvin, John Wesley und Bruder Lorenz geprägt. Daher nehmen Themen wie Gottes Gegenwart erleben, Stille halten, Jesus Christus nachfolgen, Reich Gottes suchen und Ewigkeit viel Raum ein. Es lag ihm viel daran, dass diese Botschaft von Jesus, dem Reich Gottes und dem ewigen Leben für seine Zuhörer verständlich, konkret lebbar und für andere durch Nächstenliebe und Freundlichkeit spürbar wurde. Jesus nachfolgen sei nicht Einhalten eines christlichen Regelwerks oder Lebensstils, sondern Transformation des Charakters, um Jesus Christus ähnlicher zu werden. Er kritisierte sowohl konservative wie John F. MacArthur und Charles C. Ryrie als auch liberale Theologen für ein von der Bibel abweichendes Evangelium vom Reich Gottes. Er vertrat auch die Ansicht, dass es Wissen über Gott, die geistliche Natur des Menschen und ethisch-moralische Forderungen gebe, die sich nicht auf diese Welt und die naturwissenschaftliche Forschung reduzieren ließen.
Seine populär geschriebenen geistlichen Bücher gelten als prägend für eine Reihe von Autoren, darunter für seine kalifornischen Freunde seit den 1970er Jahren Bill Vaswig und Richard J. Foster, jedoch auch für Gordon MacDonald, Brennan Manning, Henri Nouwen, John Ortberg und John Mark Comer.

## Ehrungen
Willard erhielt etliche Auszeichnungen, so 1977 von der University of Southern California (USC) einen Award für exzellentes Lehren, 1984 USC Student Senate Award for Outstanding Faculty of the Year, 1990 Ehrenmitgliedschaft bei Phi Kappa Phi, 1991 bei Alpha Lambda Delta und im Jahr 2000 Professor des Jahres bei Gamma Sigma Alpha. Sein 1998 erschienenes Buch The Divine Conspiracy erhielt 1999 von Christianity Today den Award Buch des Jahres.

## Schriften (Auswahl)
- Logic and the Objectivity of Knowledge, Ohio University Press, Athens 1984.
- A translation of Edmund Husserl, Early Writings in the Philosophy of Logic and Mathematics, Kluwer Academic Publishers, Dordrecht und Boston 1994.
- A translation of Edmund Husserl's Philosophie der Arithmetik, and the other shorter works published with it in Husserliana XII, Martinus Nijhoff, Den Haag 1970 und Kluwer Academic Publishers, Dordrecht 2003.
- Hearing God, Regal Books, 1984, Harper-Collins und Intervarsity Press, Downers Grove 1999.
- The Spirit of the Disciplines, Harper and Row, San Francisco 1988 und 1993.
- The Divine Conspiracy, Harper, San Francisco 1998 und 1999.
- Renovation of the Heart, Intervarsity Press, Downers Grove und NavPress, Colorado Springs 2002.
- The Great Omission, Harper, San Francisco 2006.
- Knowing Christ Today, Harper-Collins Publishers, New York 2009.

### Deutsche Übersetzungen
Willards populäre geistliche Publikationen wurden in verschiedene Sprachen übersetzt, in Deutsch sind folgende veröffentlicht worden:
- Das Geheimnis geistlichen Wachstums. Gerth Medien, Asslar 2011, ISBN 978-3-86591-390-6 (amerikanisches Englisch: The spirit of the disciplines: unterstanding how God changes lives. San Francisco 1988. Übersetzt von Jens Uhder).
- Wie er zu uns redet. Brockhaus, Wuppertal 2002, ISBN 978-3-417-24454-0 (Originaltitel: In search of guidance).
- Die eine, sanfte Stimme – Gott hören lernen in einer lauten Welt. Hänssler, Holzgerlingen 2004, ISBN 978-3-7751-4102-4 (Originaltitel: Hearing God).
- Verwandle mein Herz. Wie Christus unsere Persönlichkeit prägen will. Brunnen, Gießen 2004, ISBN 978-3-7655-1868-3 (Originaltitel: Renovation of the Heart).
- Jünger wird man unterwegs. Jesus-Nachfolge als Lebensstil. 2. Auflage. Neufeld, Schwarzenfeld 2011, ISBN 978-3-86256-008-0 (Originaltitel: The Great Omission).
- Jünger leben mittendrin. Mit Beiträgen von John Ortberg. Neufeld, Schwarzenfeld 2014, ISBN 978-3-86256-055-4 (Originaltitel: Living in Christ’s Presence).
- Gott. Du musst es selbst erleben. Fontis-Verlag, Basel 2022, ISBN 978-3-03848-237-6 (Originaltitel: The Divine Conspiracy: Rediscovering Our Hidden Life in God).